# 黒猫 (1941年の映画)
『黒猫』（くろねこ、The Black Cat）は、1941年に公開されたアメリカ合衆国のホラーコメディ・ミステリ映画。。タイトルではエドガー・アラン・ポーの『黒猫』にインスパイアされたと書かれてあるが、中身はミステリの「館もの（murders-in-a-mansion）」。車椅子の老婆ウィンスロー夫人の財産相続をめぐってモンタギュー・ハートリーらが猫だらけの屋敷に集められる。ウィンスロー夫人の殺害後次々と起きる怪事件を探偵役のヒューバート・スミスとペニー氏が解決する。ベラ・ルゴシ、アラン・ラッドが脇役で出演。

## キャスト
- モンタギュー・ハートリー：ベイジル・ラスボーン
- ペニー氏：ヒュー・ハーバート（英語版）
- ヒューバート・スミス：ブロデリック・クロフォード
- イレーン：アン・グウィン（英語版）
- エドゥアルド・ヴィゴス：ベラ・ルゴシ
- アビゲール・ドゥーン：ゲイル・ソンダガード
- ハリエッタ・ウィンスロー：セシリア・ロフタス（英語版）
- マーガレット・ゴードン：クレア・ドッド（英語版）
- スタンリー・ボーデン：ジョン・エルドリッジ（英語版）
- マーナ・ハートリー：グラディス・クーパー
- リチャード・ハートリー：アラン・ラッド
- ウィリアムズ医師：アーヴィル・アルダーソン（英語版） ※クレジットなし

## 評価
ドン・ミラーはその著書『B Movies』の中で、監督のアルバート・S・ロジェルがコメディ部分を強調する一方、スタンリー・コルテスはむずむずと這い回るようなカメラワークでうまくバランスが取れている、と書いている。